# Любовницата на Граминя
„Любовницата на Граминя“ (на италиански: L'amante di Gramigna) е игрален филм (драма) от 1969 година, българско-италианска копродукция на режисьора Карло Лицани, по сценарий на Карло Лицани и Уго Пиро. Оператори са Силвано Иполити и Цанчо Цанчев. Музиката във филма е композирана от Отело Профацио.

## Актьорски състав
Роли във филма изпълняват актьорите:
- Джан Мария Волонте – Джузепе Граминя
- Стефания Сандрели – Джема
- Асен Миланов – Нотариус
- Емилия Радева – Майката на Джема
- Петър Слабаков – посредникът Анджело Корлеоне
- Марин Янев – лудият Пасионе
- Стойчо Мазгалов – посредник, дясната ръка на барон Нардо
- Стоян Стойчев – посредникът Франческо Спада
- Стоянка Мутафова – сватовницата на Рамаро
- Домна Ганева – Лелята на Рамаро
- Ганчо Ганчев – капитанът, началник на ескадрона на карабинерите-пиемонтци
- Димитър Бочев – карабинер-пиемонтец
- Васил Попилиев – посредникът Антонио Орландо
- Божидар Лечев - карабинер-пиемонтец
- Николай Дойчев - селянинът на магарето, пратеник на Граминя
- Иван Пенков
- Виолета Николова
- Кольо Дончев – ратаят на Нардо
- Иво Гарани - барон Нардо
- Луиджи Пистили - Рамаро [1]
- Мухсин Касимов